# Walstrandungen an der Nordseeküste 2016
Zu einer ungewöhnlich großen Zahl von Walstrandungen an der Nordseeküste kam es zwischen Januar und Februar 2016. Dabei verendeten in der südlichen Nordsee 30 Pottwale.

## Strandungen
Mehrere Pottwale gerieten im Januar und Februar ins Flachwasser des Schleswig-Holsteinischen- und Niedersächsischen Wattenmeers. Sechs Tiere wurden auf der holländischen Insel Texel gefunden, zwei starben vor Wangerooge, ein Tier vor Bremerhaven, zwei bei Helgoland und zwei Wale in der Nähe von Büsum.
Bei ablaufendem Wasser blieben die Tiere auf dem Grund liegen. Das Gewicht ihres Körpers drückte die Blutgefäße, die Lunge und andere Organe zusammen, sodass die Tiere an akutem Herz-Kreislaufversagen starben.

## Untersuchung der Tiere und mögliche Ursache
27 der 30 Wale wurden vom Institut für Terrestrische und Aquatische Wildtierforschung (ITAW) der Stiftung Tierärztliche Hochschule Hannover untersucht.
Verschiedene Theorien gehen davon aus, dass die Lärmentwicklung durch Offshore-Industrieanlagen, wie Ölplattformen oder Windkraftanlagen, die Orientierung der Tiere stören kann. Laute Geräusche können die Kommunikation untereinander stören oder die Tiere in Panik versetzen. Die Untersuchung an den gestrandeten Tieren ergab, dass alle in einem guten Gesundheits- und Ernährungszustand waren. Das zur Orientierung wichtige Gehör der Tiere zeigte keine Anzeichen für ein schweres akustisches Trauma.
Verschiedene Organe waren mit Parasiten befallen, was aber als altersentsprechend normal eingestuft wurde.
Vier der 13 Wale hatten teils große Mengen Plastikmüll in ihren Mägen. Dies kann als Grund für die Strandung und den Tod der Tiere ausgeschlossen werden, jedoch spiegelt es die Situation auf dem offenen Meer wider. Tierärzte und Biologen vermuten, dass die besonders von Müll betroffenen Tiere große gesundheitliche Probleme durch die Reste des Mülls bekommen hätten.
Wissenschaftler des IFM Geomar in Kiel untersuchten ebenfalls die Mageninhalte von 13 Tieren. Bei der Analyse fanden sie 110.490 Tintenfisch-Schnäbel, also die unverdaulichen Ober- und Unterkiefer von Kalmaren. Die Tintenfische gehören zur Hauptnahrung von Walen der größeren Arten. Darauf aufbauend stellten die Kieler die Hypothese auf, dass heftige Stürme im Nordostatlantik die Wale im Januar in die Nordsee verleitet haben könnten. Uwe Piatkowski sagte: „Die Stürme haben Wassermassen nach Süden getrieben und damit unter Umständen auch die Beute der Wale – die Kalmare.“ Denen schwammen die Wale nach dieser Theorie hinterher.
Die Daten aus einer neueren Untersuchung deuten darauf hin, dass die Pottwale aus mindestens zwei verschiedenen Gruppen stammten. Demnach kam eine Gruppe aus der Region der Kanarischen Inseln und die andere aus dem Nordatlantik. Alle Pottwale waren junge Männchen im Alter zwischen 10 und 15 Jahren und hatten eine durchschnittliche Körperlänge von 11,7 Metern (9,6 – 14,7 Meter).

## Entsorgung
Die Kosten für die aufwendige Bergung und Entsorgung der Wale wurden zwischen dem Bund und den einzelnen Ländern aufgeteilt. Der Bürgermeister von Cuxhaven, Ulrich Getsch, kündigte noch am Tag der Bergung eines Wales im NDR an, die Kosten der städtischen Feuerwehr, der Freiwilligen von DLRG und DGzRS und Logistik vom Land Niedersachsen zurückzufordern.